# Рене Сержан
Рене Сержан (фр. René Sergent 4 липня, 1865, Кліші — 22 серпня, 1927) — французький архітектор, представник історизму.

## Біографія, ранні роки
Народився в Кліші. Мав проте походження, батько був пекарем.
Архітектурну теорію та практику опановував в Архітектурній школі, де старанно вивчав досвід французьких архітекторів 18 століття та їх надбання. Серед іноземців, що приваблювали архітектора початківця, був також уславлений британський (шотландський) архітектор Роберт Адам, представник англійського класицизму і дизайнер інтер'єрів палацового типу в стилі класицизм. Його керівники в школі архітектури — Франсуа Тьєрі-Ладранж та Еміль Трель.

## Праця в бюро Ернеста Сансона
1884 року він отримав диплом при закінченні навчання. Того ж року він влаштувався на працю до архітектурне бюро Ернеста Сансона. Економічне піднесення Франції в другій половині 19 ст. збіглося зі справжнім захопленням історичними стилями. Низка французьких архітекторів звернулась до історичних стилів в їх стилістичних варіантах — неоготика, неоренесанс, неокласицизм. Рене Сержан захопився проектами французьких архітекторів 17 — 18 століття, серед котрих були Анж Жак Ґабріель, Александр-Теодор Броньяр, Жуль Ардуен-Мансар.
Серед замов бюро Сансона був палацового типу особняк на авеню Фош, котрий створювали в стилі еклектика. Рене Сержан в свою чергу бував на будівництві і брав у ньому участь. В бюро він працюватиме п'ятнадцять років.

## Заснування власного архітектурного бюро
Приблизно у 1899—1900 рр. від заснував і відкрив власне архітектурне бюро у Парижі. Доволі швидко він почав реалізовувати власні проекти в стилі французького класицизму 17-18 ст. Великий кошторис цих споруд не зупиняв новітніх і амбітних багатіїв, що стануть головними клієнтами його архітектурного бюро. Серед творів цього періоду — особняк на авеню Фош біля палацу Роза, резиденція для модельєра Жана-Філіпа Ворса, палац для володаря пивоварного заводу Отто Бемберга.
Серед відвертих стилізацій під палаци 18 ст. — нинішній музей Ніссім-де-Камондо з курдонером і бічними спорудами, що облямовували палацовий двір і відокремлювали його від міського, незграбного оточення доби дикого капіталізму. Серед відвертих стилізацій під старовину — приміщення для паризьких антикварів, братів Дюве на Вандомській площі в Парижі.
Згодом він почав отримувати замови на модернізацію давніх паризьких готелів, котрі почали перебудовувати і насичувати комунікаціями, що підвищували їх розкіш та рівень комфорту для надзвичайно багатих візітерів та клієнтів. Так, Рене Сержан облаштовував та підвищував рівень комфорту в паризькому готелі Савой, в готелі Палас Тріанон у Версалі. Його запросили перебудувати готель Кларідж у Лондоні, Бреннерс-Парк готель на курорті в місті Баден-Баден, Німеччина.
Можливість заробити великі гроші примусила взяти низку замов на побудову таунхаусів в місті Буенос-Айрес, де замовниками французького архітектора стануть амбітні місцеві багатії. Споруди палацового типу в Аргентині відрізнялись зовнішньою привабливістю і вишуканою елегантністю, зразки котрої постачала Франція та Париж для багатіїв всього світу. Вузька спеціалізація (палаци і резиденції для багатіїв) примусила раз у раз звертатися до історичних французьких стилів. І лише іноді архітектор звертався до елементів, що були вироблені в стилі сецесія.

## Стан справ в європейській і світовій архітектурі
Палацова стилістика споруд Рене Сержана була консервативною за власним спрямуванням і не сприяла пошуку нових засобів і форм архітектури. Всі ці непрості завдання взяли на себе бельгійські, французькі, італійські, іспанські майстри нового напрямку, котрий отримав назву модерн (або сецесія) та співіснував з тим напрямком історизму, представником котрого і був Рене Сержан. Криза цього напрямку відкривалась дедалі більше через надзвичайно експериментальний характер архітектури всесвітніх виставок. Народились стилі північний модерн, ар-деко, функціоналізм. Спроби будувати виставкові павільйони в стилістиці історизму в тому ж Парижі дедалі більше ставали актами анахронізму, їх відомі приклади — Малий палац, Вокзал і готель д'Орсе, низка житлових і торговельних споруд Парижа. Але стилістика Рене Сержана була би на місці в реставраційному відновленні історичних споруд.
В Російській імперії подібної стилістики дотримувався обдарований архітектор Петро Бойцов, автор низки замків-палаців і садиб в історичних стилях.

## Останні роки
В останні роки до архітектурного бюро Рене Сержана були прийняті архітектори Леон Фаньє (фр. Léon Fagnen) та Рене Бетурн (фр. René Bétourné). Вони продовжили працю бюро і після смерті Рене Сержана у 1927 році.

## Вибрані твори
- Готель Тріанон, Версаль. Франція
- Музей Ніссім-де-Камондо, Париж
- Палац Бош[en]. Аргентина
- Палац Еррасуріс[es], Буенос-Айрес, Аргентина (нині Національний музей декоративно-ужиткового мистецтва)
- Палац Сан Сусі для Карлоса Марії Альвеара, Аргентина
- Готель Савой, перебудова, Париж

## Вибрані твори (галерея фото)

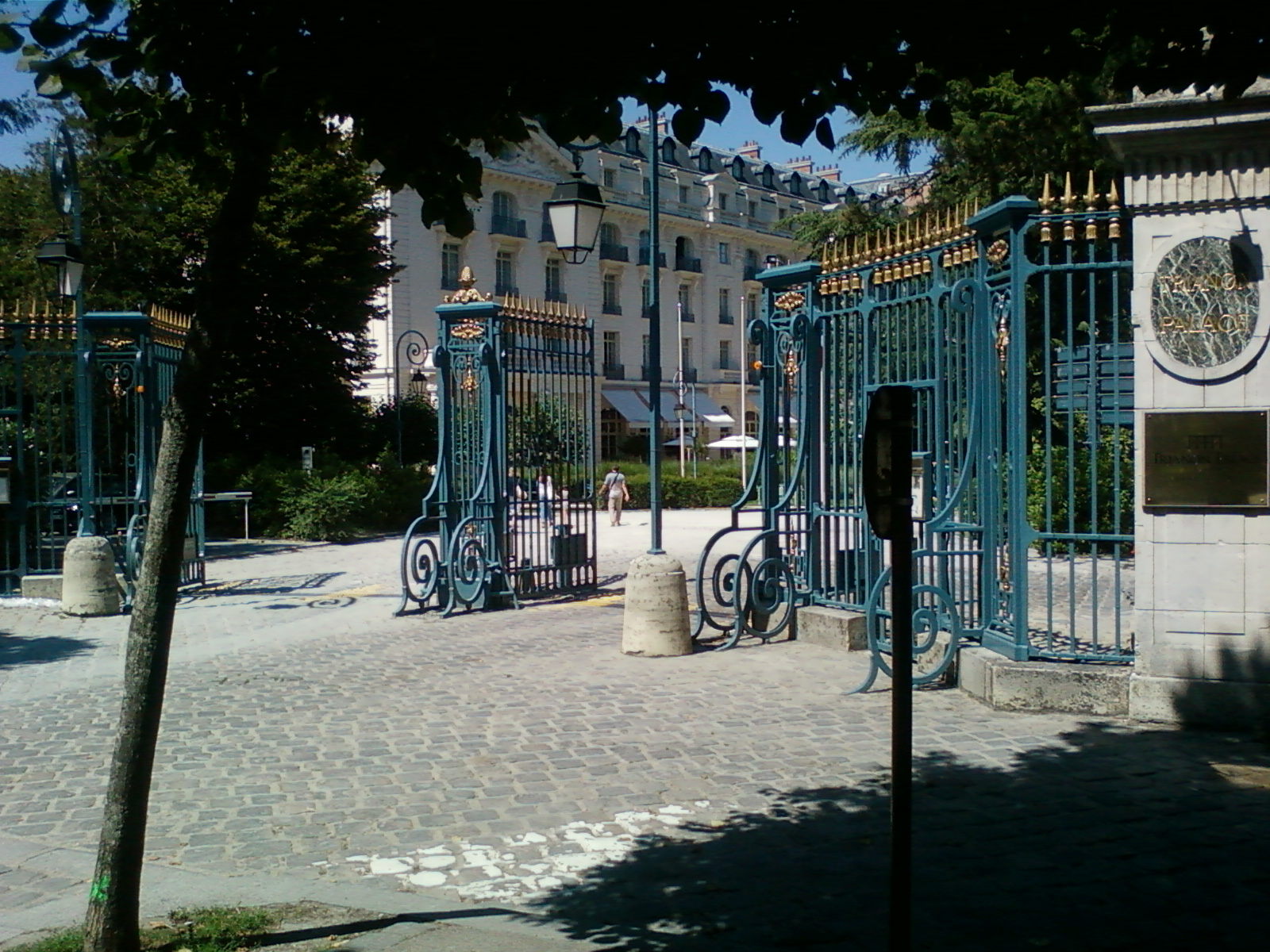
Рене Сержан. Готель Тріанон, Версаль. Франція
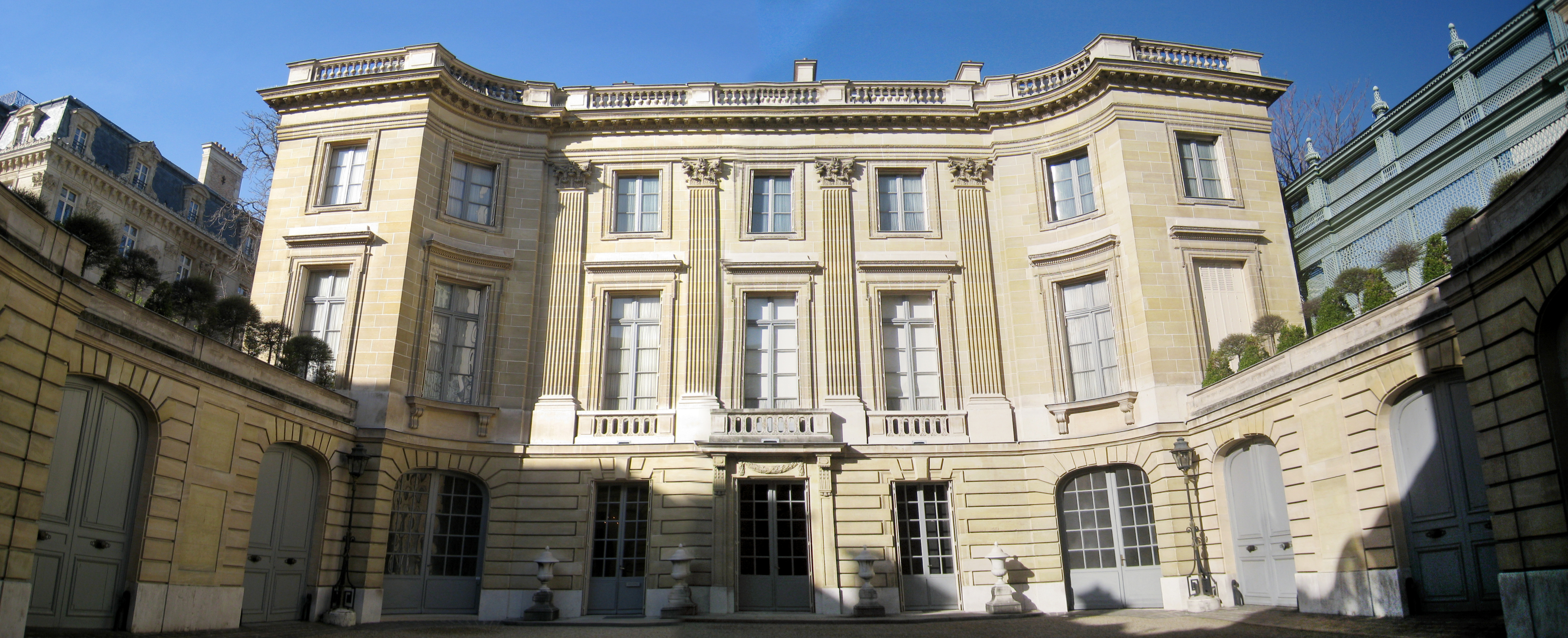
Рене Сержан. Музей Ніссім де Камондо, Париж, внутрішній дворик
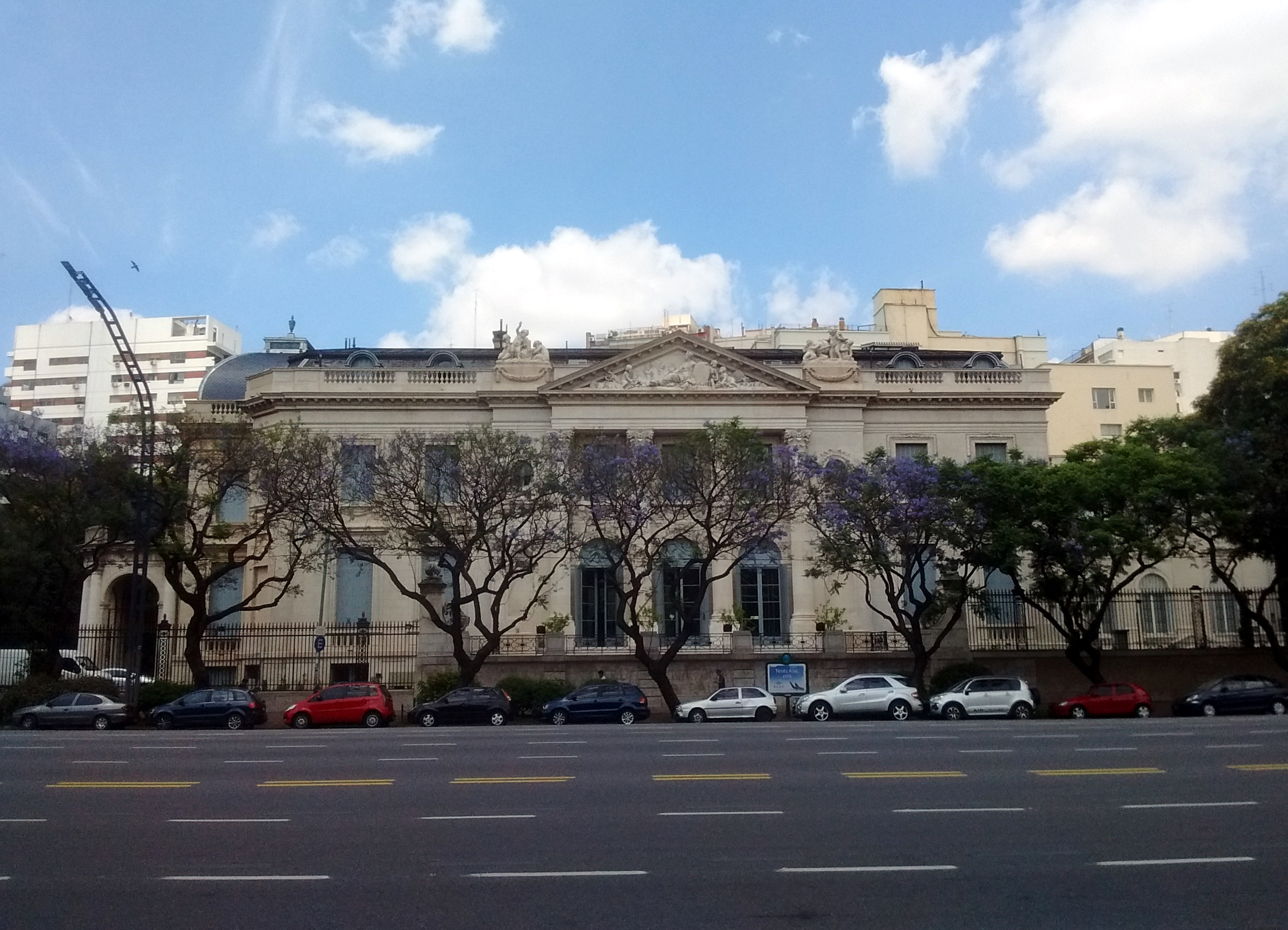
Рене Сержан. Національний музей декоративно-ужиткового мистецтва, Буенос-Айрес. Аргентина
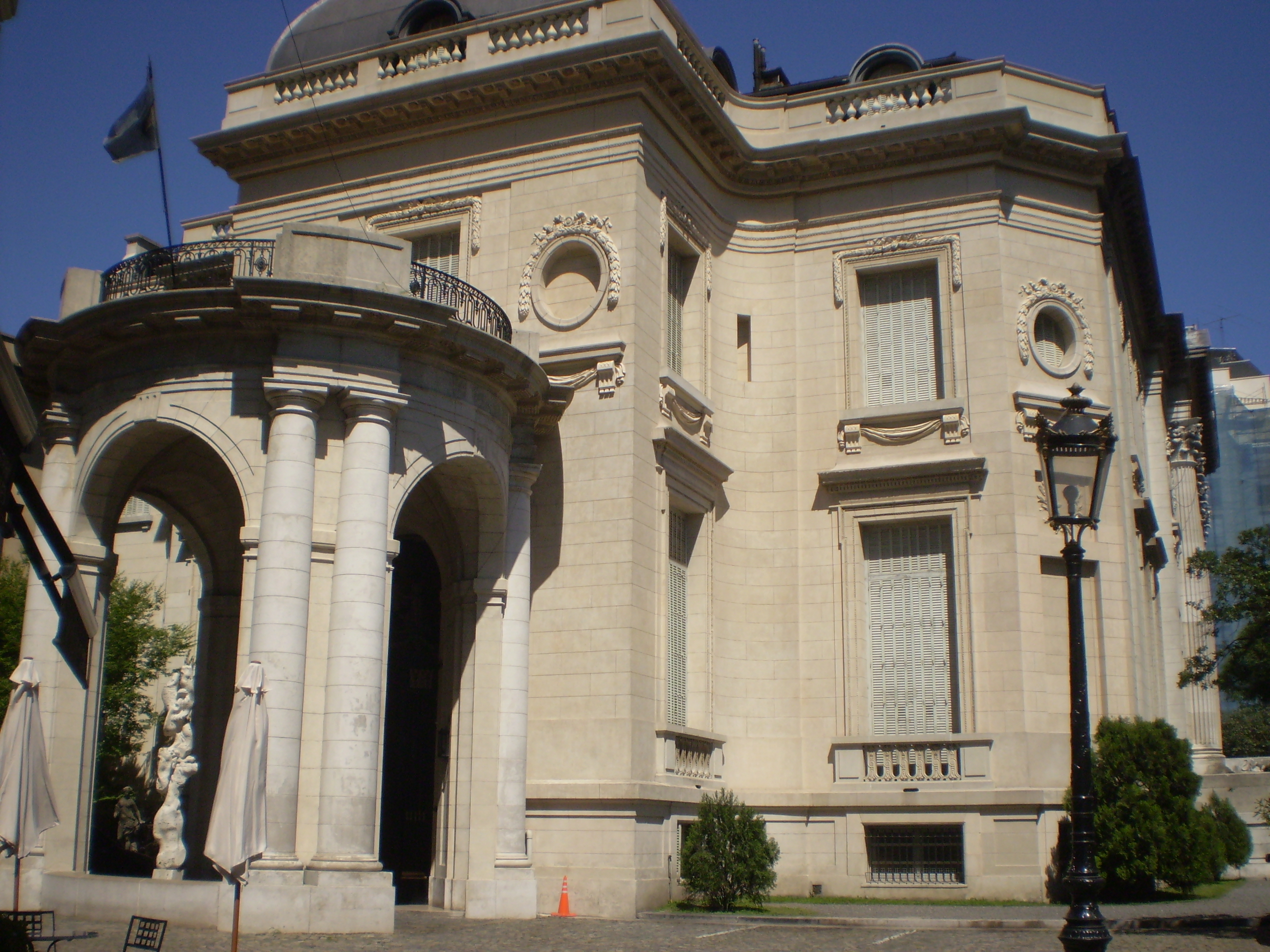
Рене Сержан. Палац Еррасуріс. Аргентина